# August Jäger (juriste)
Pour les articles homonymes, voir Jäger.
Ne doit pas être confondu avec August Jäger.
August Friedrich Christian Jäger (né le 21 août 1887 à Diez et mort le 17 juin 1949 à Poznań) est un juge allemand et national-socialiste. Il est administrateur légal de l'Église protestante allemande (DEK) (de) et gouverneur impérial adjoint de Posnanie.

## Biographie
Jäger est le fils du pasteur Anton Jäger (1849-1928), qui dirige plus tard l'Église protestante d'État de Nassau (de) en tant que surintendant général. Il passe son Abitur au lycée humaniste de Wiesbaden (de) en 1906. Il commence des études de droit à l'Université Louis-et-Maximilien de Munich. En 1908, il est nommé dans le Corps Suevia München (de). Il déménage à l'Université Christian-Albert de Kiel et obtient son doctorat. De 1914 à 1918, il participe à la Première Guerre mondiale (en dernier lieu en tant que lieutenant). Il travaille ensuite comme procureur, juge de district et (à partir de 1921) conseiller au tribunal de grande instance de Wiesbaden (de). Début mars 1933, il rejoint le Parti ouvrier national-socialiste allemand et la Sturmabteilung (SA). Il dirige les chrétiens allemands dans l'arrondissement ecclésiastique de Groß-Wiesbaden.
En juin 1933, Jäger est nommé directeur ministériel du ministère prussien des Cultes et chef du département de l'Église. Il est également nommé commissaire d'État pour toutes les Églises d'État de Prusse pour une courte période (du 24 juin au 14 juillet 1933), au cours de laquelle il fait preuve d'une approche impitoyable. Il est également administrateur des affaires de l'Église protestante (de) au sein de la direction du Reich du NSDAP. Le 19 avril 1934, Jäger est nommé « administrateur légal » de l'Église protestante allemande (de) (DEK) par l'évêque du Reich (de) Ludwig Müller ; Avec ce titre, il exerce les fonctions de membre légalement qualifié du ministère spirituel au sein de l'administration de l'Église du Reich. L'intégration de l'Église d'État du Wurtemberg et de l'Église d'État de Bavière, qu'il contribue à initier, échoue à l'automne 1934. Le 26 octobre 1934, il démissionne de ses fonctions au DEK et au ministère prussien des Cultes. En 1936, Jäger devient président du Sénat à la Cour d'appel.
Lors de l'invasion de la Pologne en septembre 1939, il devient adjoint d'Arthur Greiser, chef de l'administration civile du Reichsgau Wartheland. Fin octobre 1939, en tant que président de district, il devient le représentant général de Greiser, qui a désormais été promu gouverneur du Reich et « il joue un rôle important dans la politique ethnique et ecclésiale rigoureuse de celui-ci ». À cette époque, Jäger, surnommé le « chasseur d’Églises » en raison de sa « haine pathologique de l’Église », lance de nombreuses mesures anti-Églises dans la « région modèle nazie du pays de la Warthe ». Dans la SA, il atteint son grade le plus élevé le 20 mai 1944 lorsqu'il est promu chef de brigade SA.
Peu après la fin de la Seconde Guerre mondiale, Jäger est arrêté par les autorités d'occupation britanniques et extradé vers la Pologne le 25 mai 1946. Là, il est jugé en 1948 comme « bourreau de la Grande Pologne ». Il est condamné à mort le 13 décembre 1948 et exécuté à Poznań le 17 juin 1949.